# 神巧也
神 巧也（じん たくや、1993年3月2日 - ）は、青森県出身の卓球選手。
TリーグはT.T彩たま所属歴。所属先はファースト。
2022/23年シーズンはドイツ・ブンデスリーガ1部の 1. FCザールブリュッケンTTでプレイ。
国際卓球連盟のITTF世界ランキング最高Jr.男子シングルス8位.男子シングルス44位（2020年1月）。2019ワールドカップ男子団体日本代表に選出。
契約先はヤサカからTIHBARに契約移籍。2021年よりティラミス専門店「ティラミッシモ」とスポンサー契約を締結。

## 経歴
- 青森山田中学高等学校を経て、明治大学へ進学した。
- 大学卒業後は日本卓球リーグのシチズン時計に加入。
- 2018年にプロに転向しTリーグには2018-19シーズンから参戦し、T.T彩たまに所属している。
- 2019年3月時点で世界ランキング314位だったが、同年12月には世界ランキング44位へと急激にランキングを上げた[1]。
- 2022年、ドイツ・ブンデスリーガ1部の 1. FCザールブリュッケンTT への加入を発表した[2]。9月11日、世界ランキング14位のクアドリ・アルナを破り、ブンデスリーガ初勝利をあげた[3]。
- 2024年よりT.T彩たまに復帰。復帰後最初のシーズンをシングルス8勝5敗で締めくくった。T.T彩たまはプレーオフで優勝を成し遂げている

## 戦績
2006年
- 全日本卓球選手権大会 カデットの部 男子ダブルス優勝（野邑大陽ペア）

2010年
- ジャパンオープン（U21）男子シングルス 準優勝

2011年
- 第78回全日本大学総合卓球選手権大会個人の部 男子シングルス 優勝、男子ダブルス 優勝（平野友樹ペア）
- 第8回全日本学生選抜卓球選手権大会 男子シングルス 優勝

2013年
- ジャパンオープン（U21）男子シングルス 3位

2015年
- 平成26年度全日本卓球選手権大会 男子シングルス 準優勝
- 日本リーグ・日学連対抗 卓球ドリームマッチ 準優勝
- 全日本社会人選手権 シングルス 3位
- ベラルーシオープン シングルス 3位
- USオープン 混合ダブルス 優勝

2016年
- ジャパントップ12 男子シングルス 3位
- オーストラリアオープン 男子ダブルス 優勝

2017年
- 第26回日本卓球リーグ・ビッグトーナメント（茨城大会）男子シングルス 準優勝

2019年
- スロベニアオープン 男子シングルス ベスト4

## Tリーグの成績
| シーズン | 所属チーム | 背番号 | シングルス（VM を含む） | シングルス（VM を含む） | シングルス（VM を含む） | ダブルス     | ダブルス | ダブルス | VM（ビクトリーマッチ） | VM（ビクトリーマッチ） | VM（ビクトリーマッチ） |
| シーズン | 所属チーム | 背番号 | マッチ出場数            | 勝利数                  | 敗戦数                  | マッチ出場数 | 勝利数   | 敗戦数   | VM 出場数              | VM勝利数               | VM敗戦数               |
| -------- | ---------- | ------ | ----------------------- | ----------------------- | ----------------------- | ------------ | -------- | -------- | ---------------------- | ---------------------- | ---------------------- |
| 2018-19  | T.T彩たま  | 15     | 1                       | 0                       | 1                       | 0            | 0        | 0        | 0                      | 0                      | 0                      |
| 2019-20  | T.T彩たま  | 15     | 20                      | 13                      | 7                       | 6            | 4        | 2        | 3                      | 1                      | 2                      |
| 2020-21  | T.T彩たま  | 15     | 12                      | 3                       | 9                       | 2            | 1        | 1        | 0                      | 0                      | 0                      |